# Waiting for a Girl Like You
Singles de Foreigner
Urgent
(1981) Juke Box Hero
(1982)
Waiting for a Girl Like You est une chanson du groupe de rock anglo-américain Foreigner écrite et composée par Mick Jones et Lou Gramm. Sortie en single en octobre 1981, elle est extraite de l'album 4.
La chanson est un slow où l'on remarque les sonorités planantes des synthétiseurs joués par Thomas Dolby, musicien alors peu connu. C'est la seule chanson de Foreigner sur laquelle le guitariste Mick Jones ne joue que les claviers, aucune guitare n'est présente sur cette pièce. À noter la présence sur cette chanson de Bob Mayo, reconnut comme pianiste et guitariste de Peter Frampton, on peut le retrouver sur l'album live Frampton Comes Alive! de 1976, il reviendra sur le prochain disque de Foreigner Agent Provocateur en 1984. 

## Historique
C'était le deuxième single sorti de l'album 4 (1981) et a été co-écrit par Lou Gramm et Mick Jones. Le motif d'ouverture a toutefois été composé par le multi-instrumentiste et ancien membre du groupe Ian McDonald. Elle est devenue l'une des chansons les plus réussies du groupe dans le monde, culminant au numéro 2 du Billboard Hot 100, au numéro 1 du palmarès Billboard's Rock Tracks et au numéro 1 du palmarès Radio & Records (R&R) Top 40/CHR. Sur les charts du Billboard et R&R Adult Contemporary, la chanson a atteint le numéro 5.La chanson a culminé au numéro 8 sur le UK Singles Chart.
"Waiting for a Girl Like You" s'est distingué dans les charts en passant ses 10 semaines record à la deuxième place du classement Billboard Hot 100, sans jamais atteindre le sommet. Il a fait ses débuts sur le palmarès Hot 100 du 10 octobre 1981. Il a atteint la deuxième position dans la semaine du 28 novembre, où il a été tenu à l'écart de la première place par le single "Physical" d'Olivia Newton-John pendant neuf semaines consécutives, et puis par " I Can't Go for That (No Can Do) " de Hall & Oates pendant une dixième semaine le 30 janvier 1982. En raison de sa longévité dans les charts, elle a fini par être la chanson numéro 19 du Top 100 des singles de 1982. La chanson a été le plus grand succès du groupe jusqu'à ce que " I Want to Know What Love Is " atteigne le numéro 1 en 1985.
Mick Jones a déclaré à propos de l'écriture de la chanson que:
Il vient de sortir. Je n'avais aucune idée de ce que cela signifiait, mais c'est arrivé au point où je ne pouvais même plus être en studio lorsque nous l'enregistrions parfois. Cela m'a laissé une impression si profonde. C'est le genre de chanson que la plume écrit d'elle-même, et on ne sait même pas d'où elle vient. Mais j'ai l'impression que c'est quelque chose qui flotte parfois, et il faut le saisir. C'est une sorte de vol dans les airs, et vous devez juste être suffisamment ouvert pour laisser cela vous traverser.
Dans son autobiographie, le chanteur Lou Gramm raconte l'histoire d'une belle et mystérieuse femme qui est apparue dans la salle de contrôle lorsqu'il enregistrait sa voix et lui a donné l'inspiration pour livrer la prise émouvante qui était meilleure qu'il n'a jamais chanté la chanson. Il écrit que cette beauté éphémère a disparu, et il n'a jamais discerné son identité.
L'introduction a été créée par Dolby à l'aide d'un synthétiseur Minimoog. Dolby se souvient que Lange l'avait laissé à lui-même en studio une nuit, "comme un enfant enfermé dans un magasin de jouets" pour développer l'intro de la chanson avec six pistes du multipiste disponibles. En conséquence, il a créé les drones ambiants "Eno-esque". Il s'agissait de notes simples soutenues dans une gamme mineure, chacune enregistrée sur une seule piste d'une bande multipiste 2 "(séparée) ; Dolby "jouait" les faders sur la console de mixage d'Electric Lady Studios (en faisant apparaître et ressortir les notes soutenues) comme un mellotron et a fait rebondir le résultat sur deux pistes. Le batteur Dennis Elliott a comparé l'intro à de la "musique de massage", mais Jones l'a aimée et elle est restée.
La chanson se classe au numéro 80 sur "Billboard's Greatest Songs of All Time".

## Réception
Après l'accueil commercial réservé au précédent single, Urgent, le groupe accroît son succès international avec ce deuxième extrait de l'album 4. 
Aux États-Unis, Waiting for a Girl Like You reste classé à la 2e place du Billboard Hot 100 pendant dix semaines consécutives, ce qui constitue un record (qui sera égalé en 2003 par Work It de Missy Elliott. Il accède à la 1re place dans le classement Mainstream Rock Songs. Le single est certifié platine avec 1 000 000 d'exemplaires vendus.
Au Canada, il culmine à la 2e place tandis que dans plusieurs pays d' Europe, en Australie et en Nouvelle-Zélande, il s'agit du titre le mieux classé du groupe jusqu'alors.

## Musiciens
- Lou Gramm – chant
- Mick Jones – claviers, chœurs
- Rick Wills – basse, chœurs
- Dennis Elliott – batterie, chœurs

## Musiciens additionnels
- Thomas Dolby – synthétiseurs
- Bob Mayo – textures de claviers
- Ian Lloyd – chœurs
- Robert John "Mutt" Lange - chœurs

## Classements hebdomadaires
| Classement (1981-1982)                 | Meilleure position |
| -------------------------------------- | ------------------ |
| Afrique du Sud (Springbok Radio)       | 14                 |
| Allemagne (GfK Entertainment)          | 29                 |
| Australie (Kent Music Report)          | 3                  |
| Autriche (Ö3 Austria Top 40)           | 16                 |
| Belgique (Flandre Ultratop 50 Singles) | 18                 |
| Canada (RPM Top Singles)               | 2                  |
| États-Unis (Billboard Hot 100)         | 2                  |
| États-Unis (Mainstream Rock Songs)     | 1                  |
| France (Top 50)                        | 36                 |
| Irlande (IRMA)                         | 9                  |
| Nouvelle-Zélande (RMNZ)                | 10                 |
| Pays-Bas (Nederlandse Top 40)          | 16                 |
| Pays-Bas (Single Top 100)              | 13                 |
| Royaume-Uni (UK Singles Chart)         | 8                  |

## Certifications
| Pays              | Certification | Unités certifiées |
| ----------------- | ------------- | ----------------- |
| États-Unis (RIAA) | Platine       | 1 000 000         |
| Royaume-Uni (BPI) | Argent        | 200 000           |

## Reprises
Waiting for a Girl Like You a fait l'objet de reprises de la part de Joe Lynn Turner, Rick Springfield, Julio Iglesias, Paul Anka, Cliff Richard ou Jordan Knight.

## Utilisation dans les médias
La chanson apparaît dans la bande son du film Footloose sorti en 1984.
Elle est présente sur Grand Theft Auto: Vice City et audible la station Emotion 98.3
L'un des personnages de la série télévisée Glee l'interprète dans un épisode de la saison 3.
Elle est utilisée dans le troisième épisode de la première saison de la série télévisée Stranger Things.